# Gøran Johannessen
Gøran Søgard Johannessen (ur. 26 kwietnia 1994 w Stavanger) – norweski piłkarz ręczny, środkowy rozgrywający, od 2018 zawodnik SG Flensburg-Handewitt.
Reprezentant Norwegii, srebrny medalista mistrzostw świata we Francji (2017).

## Kariera sportowa
W latach 2010–2016 był zawodnikiem norweskiego Viking HK, przez następne dwa lata występował w duńskim GOG (2016–2018). W sezonie 2016/2017 rozegrał w lidze 26 meczów i zdobył 133 gole. Wystąpił także w siedmiu spotkaniach Pucharu EHF, w których rzucił 30 bramek. W sezonie 2017/2018 rozegrał 31 meczów ligowych i zdobył 118 goli. W 2018 przeszedł do SG Flensburg-Handewitt, z którym podpisał trzyletni kontrakt.
Uczestniczył w: mistrzostwach świata U-19 na Węgrzech (2013), mistrzostwach Europy U-20 w Austrii (2014) i mistrzostwach świata U-21 w Brazylii (2015).
W reprezentacji Norwegii zadebiutował 17 stycznia 2015 w wygranym meczu z Węgrami (31:27), a pierwszą bramkę w narodowych barwach rzucił 14 czerwca 2015 w spotkaniu z Holandią (28:24). W 2017 wywalczył srebrny medal mistrzostw świata – w turnieju, który odbył się we Francji, rozegrał dziewięć meczów, w których zdobył 11 goli. W 2018 uczestniczył w mistrzostwach Europy w Chorwacji, w których wystąpił w sześciu meczach, rzucając w nich 15 bramek.

## Sukcesy
Reprezentacja Norwegii
- 2. miejsce w mistrzostwach świata: 2017

## Statystyki
| Klub                     | Sezon     | Liga           | Liga | Liga | Liga | EHF           | EHF | EHF | EHF | Razem | Razem | Razem |
| Klub                     | Sezon     | Liga           | M    | B    | Śr.  | EHF           | M   | B   | Śr. | M     | B     | Śr.   |
| ------------------------ | --------- | -------------- | ---- | ---- | ---- | ------------- | --- | --- | --- | ----- | ----- | ----- |
| GOG                      | 2016/2017 | Håndboldligaen | 26   | 133  | 5,1  | Puchar EHF    | 7   | 30  | 4,3 | 33    | 163   | 4,9   |
| GOG                      | 2017/2018 | Håndboldligaen | 31   | 118  | 3,8  | –             | –   | –   | –   | 31    | 118   | 3,8   |
| GOG                      | Razem     | Razem          | 57   | 251  | 4,4  | –             | 7   | 30  | 4,3 | 64    | 281   | 4,4   |
| SG Flensburg-Handewitt   | 2018/2109 | Bundesliga     | 7    | 10   | 1,4  | Liga Mistrzów | 6   | 14  | 2,3 | 13    | 24    | 1,8   |
| Stan na 10 stycznia 2019 |           |                |      |      |      |               |     |     |     |       |       |       |